# 本草從新
《本草從新》是清代吴仪洛於1757年所著。全書將所有可入藥的藥材先按草、木、金石、礦物等分類，然後再記載每一種藥的藥性。